# Branca (Coruche)
Branca é uma povoação portuguesa. É sede da freguesia de Branca, pertencente ao município de Coruche. A freguesia possui117,34 km² de área e 1302 habitantes (censo de 2021), tendo, assim, uma densidade populacional de 11,1 hab./km².
A freguesia é composta pelas povoações de Branca, Fazendas da Figueiras, Fazendas dos Pelados, Fazendas da Torre e Fazendas da Arriça, e confronta com as freguesias de Biscainho, de Santana do Mato e de Coruche, Fajarda e Erra, também do município de Coruche, com a freguesia de Canha, do município do Montijo, e com a freguesia de Santo Estêvão, do município de Benavente.
Foi criada pela lei nº 43/84, de 31 de Dezembro, com lugares desanexados da freguesia de Coruche.

## Demografia
A população registada nos censos foi:
| Distribuição da População por Grupos Etários | Distribuição da População por Grupos Etários | Distribuição da População por Grupos Etários | Distribuição da População por Grupos Etários | Distribuição da População por Grupos Etários |
| -------------------------------------------- | -------------------------------------------- | -------------------------------------------- | -------------------------------------------- | -------------------------------------------- |
| Ano                                          | 0-14 Anos                                    | 15-24 Anos                                   | 25-64 Anos                                   | > 65 Anos                                    |
| 2001                                         | 162                                          | 206                                          | 810                                          | 399                                          |
| 2011                                         | 178                                          | 107                                          | 773                                          | 416                                          |
| 2021                                         | 143                                          | 117                                          | 644                                          | 398                                          |

## História
A povoação de Branca terá evoluído do trato aforado e da sesmaria, sendo os seus foros do final do século XIX.
A sua população inicial cresceu rapidamente, dando origem a um denso aglomerado na época em que o modelo de povoamento seguido era junto de uma estrada e nas proximidades de uma locanda comercial, com carácter de hospedaria.
Um dos muitos motivos de interesse desta freguesia centra-se na Herdade das Figueiras e sua capela.
Desde muito antes da criação da freguesia, em 1984, que eram desenvolvidos os maiores esforços nesse sentido, pois já em meados do século XX existia aqui um núcleo populacional muito importante. 
Um dos motivos de interesse desta freguesia centra-se na Herdade das Figueiras e na sua capela. Em 1949, Gustavo de Matos Sequeira incluiu-a no Inventário Artístico de Portugal:
"Casa e propriedade rústica, na charneca de Coruche, pertenceu ao Sr. Jorge Machado Castelo Branco (Figueira). Centro de um aglomerado característico, dado o tipo dos núcleos de habitação regional. Junto à casa de lavoura está a ermida dedicada a Santa Maria".
Na Branca, estão situadas várias propriedades agrícolas importantes, das quais se destacam: monte das Figueiras, monte da Pestana, monte dos Pelados, monte da Torre, monte da Água Boa, monte do Porto das Mestras, monte da Semaria dos Pinheiros (Cabeça Gorda), monte da Abrunheira e monte do Trozoito.

### Toponímia
O topónimo de Branca está relacionado com o facto de, no início do século XX, uma senhora de nome Branca possuir uma herdade nesta zona. Essa herdade, formada por mato e arvoredo, foi vendida por foros. Cada parcela foi aforada com 11.150 metros quadrados, sendo feito o pagamento das parcelas em culturas aí produzidas. A sua população inicial cresceu rapidamente, dando origem a um denso aglomerado na época em que o modelo de povoamento seguido era junto de uma estrada e nas proximidades de uma zona comercial, com carácter de hospedaria.

## Festas e Romarias
- Festa em Honra de Nossa Senhora da Conceição
- Semana cultural e desportiva da Branca

## Associações
- Rancho Folclórico Regional e Cultural da Branca
- Ninho de Esperança - Associação de Solidariedade Social da Branca
- Juventude União o Figueirense
- Já T´Agarro
- Associação de Caça e Pesca da Branca, com sede na Rua da Escola Nova, 162

## Gastronomia

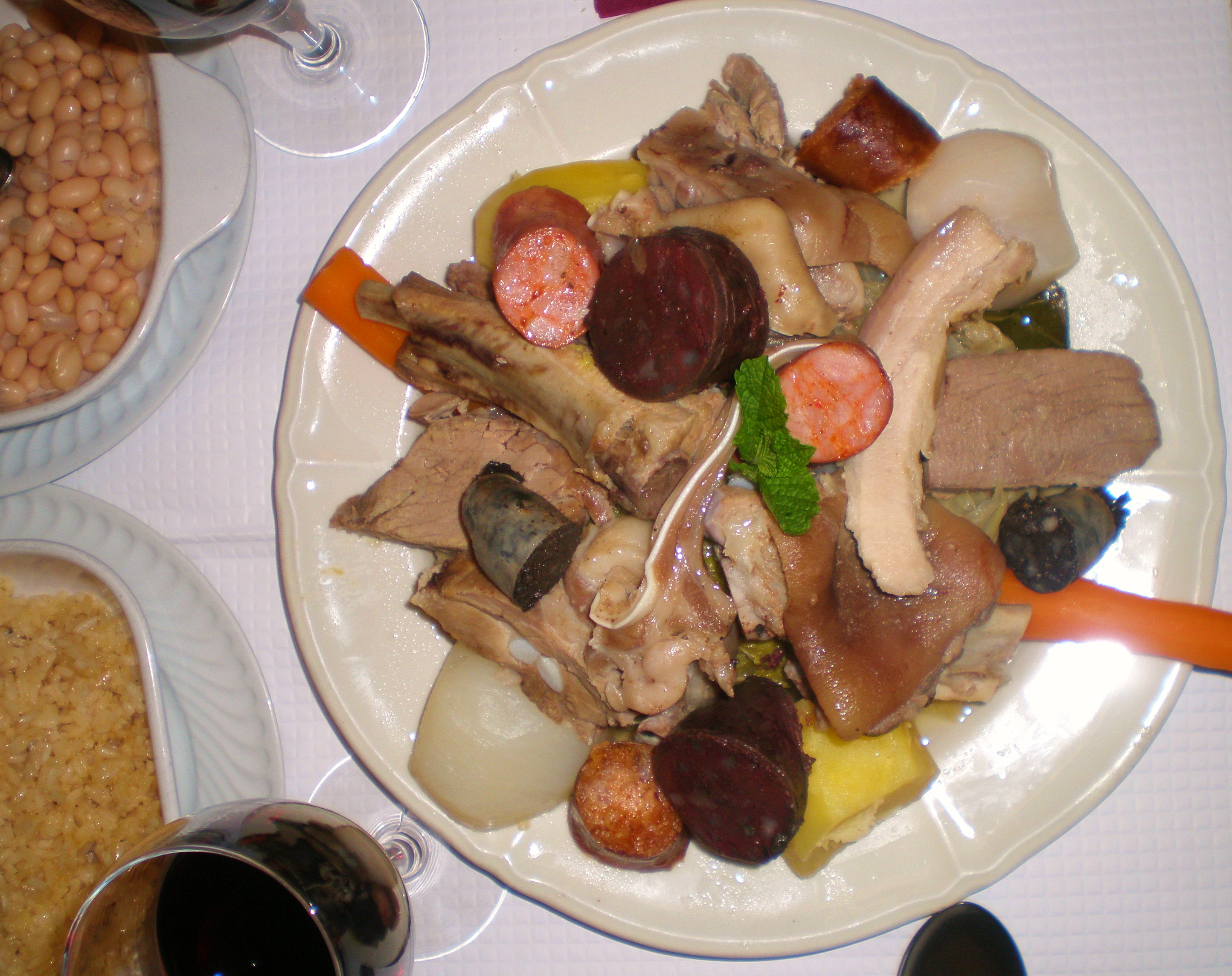
Cozido à portuguesa tradicional e seus acompanhamentos.

O cozido à portuguesa, considerado por muitos como o prato nacional, é composto por uma grande diversidade de ingredientes cozidos em água abundante – as receitas variam muito de local para local, havendo muitas que reclamam ser mais legítimas que outras. Contudo, é costume referir como ingredientes mais utilizados as diversas qualidades de couve (couve-galega, couve-lombarda, tronchuda, entre outros), batatas, feijão, cabeças de nabo, cenoura, enchidos (chouriço, farinheira, moura, etc), outras carnes, geralmente de porco, e, por vezes, adições de carnes de frango ou galinha. Também há a destacar o ensopado de borrego e o arroz doce.